# María de la Visitación Ubach

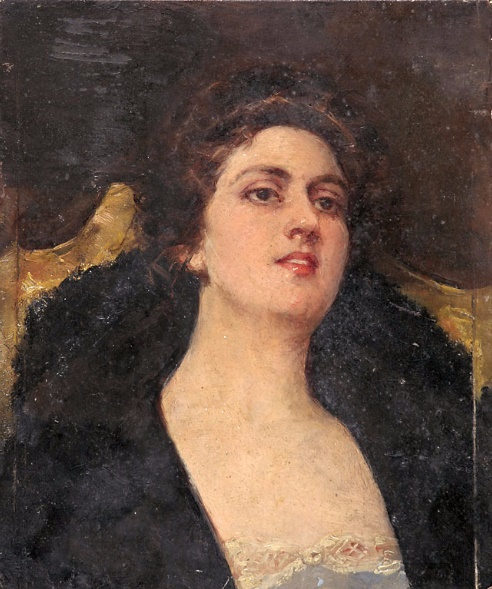
Joven sentada, óleo sobre tabla, colección privada.

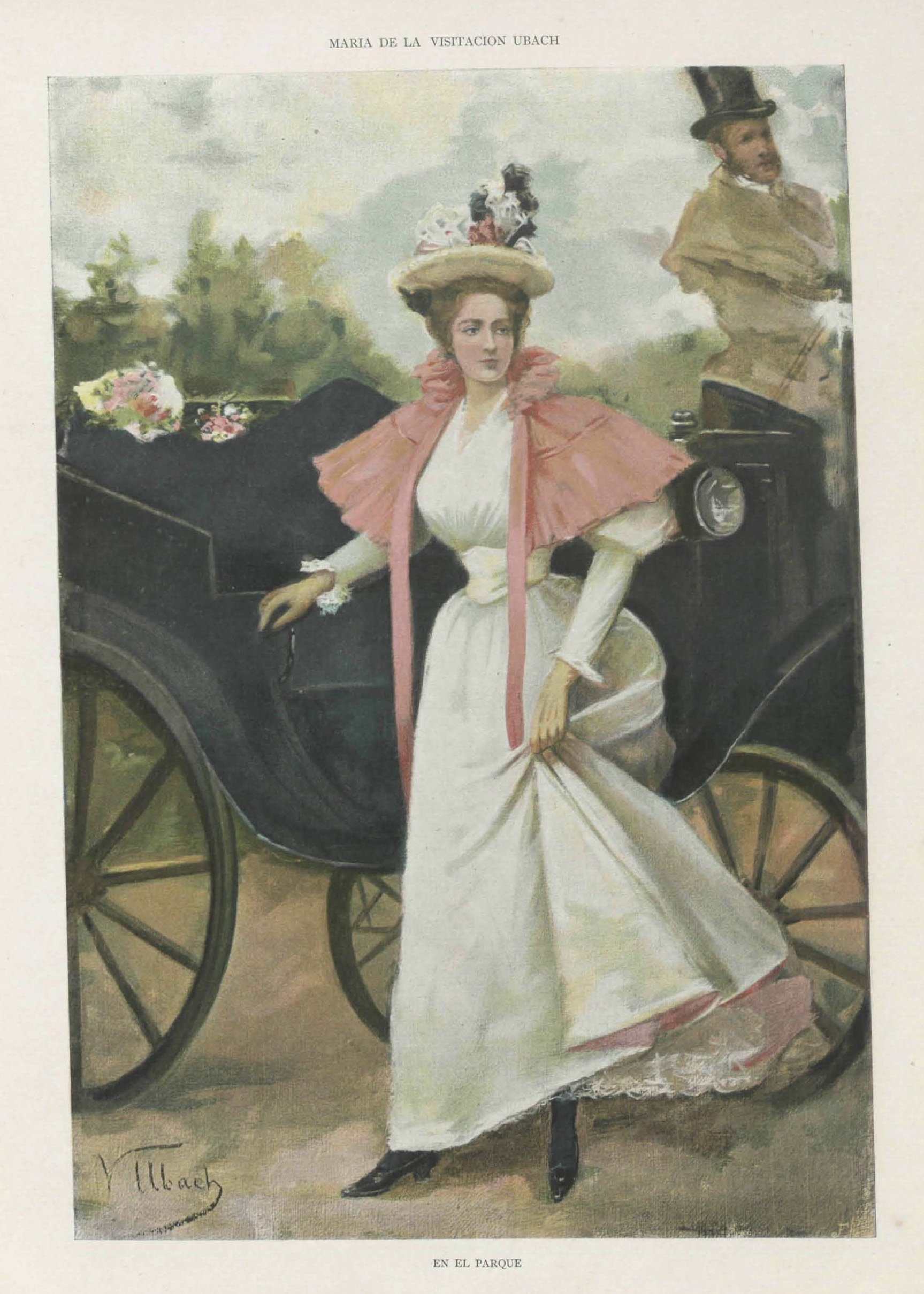
En el parque, ilustración aparecida en Álbum Salón, Revista Ibero-Americana de Literatura y Arte, n.º 2, 28 de noviembre de 1897.

María de la Visitación Ubach de Osés (Madrid, c. 1850-La Garriga, 1925) fue una pintora e ilustradora española establecida en Barcelona.

## Biografía y obra
Especializada en la pintura de flores y en los motivos costumbristas y temas galantes a la manera de su maestro, el pintor Francisco Miralles, cuyo estilo imitó fielmente, en 1895 concurrió a la XII Exposición Extraordinaria de Bellas Artes celebrada en la Sala Parés de Barcelona, que en 1897 celebró una segunda exposición de bellas artes integrada exclusivamente por mujeres a la que Victoria Ubach presentó tres cuadros: La buenaventura, Paseo en coche y Manón, según informaba elogiando el talento de la artista el semanario Crónica teatral y artística en su edición del 25 de diciembre de ese año. A partir de 1896 asistió a las Exposiciones de Bellas Artes e Industrias Artísticas organizadas por el Ayuntamiento de Barcelona en el Palau de Belles Arts. También se presentó a las Exposiciones Nacionales de Bellas Artes celebradas en Madrid en 1897, con un retrato femenino, En el parque, óleo reproducido en el número 804 de La Ilustración Artística del 24 de mayo de ese año, y en 1899 con ¡Tarde vienes hoy!, pintura de caballete de la que el crítico del diario La Vanguardia comentaba que representaba el «reproche cariñoso de una linda muchacha a otra que la visita en su estudio de pintura. Muy bonito».
Colaboró con sus ilustraciones entre 1897 y 1900 con Álbum Salón, primera revista española coloreada en cuatricromía.